# Agostino Carracci
Agostino Carracci (ou Caracci) (Bolonha, 16 de agosto de 1557 – Parma, 22 de março de 1602), foi um pintor italiano, gravador, desenhista de tapeçaria e professor de arte. Ele foi, junto com seu irmão, Annibale Carracci, e primo, Ludovico Carracci, um dos fundadores da Accademia degli Incamminati (Academia dos Progressistas) em Bolonha. Esta academia de ensino promoveu o Carracci enfatizou o desenho da vida. Promoveu tendências progressivas na arte e foi uma reação à distorção maneirista da anatomia e do espaço. A academia ajudou a impulsionar os pintores da Escola de Bolonha para a proeminência.

## Vida

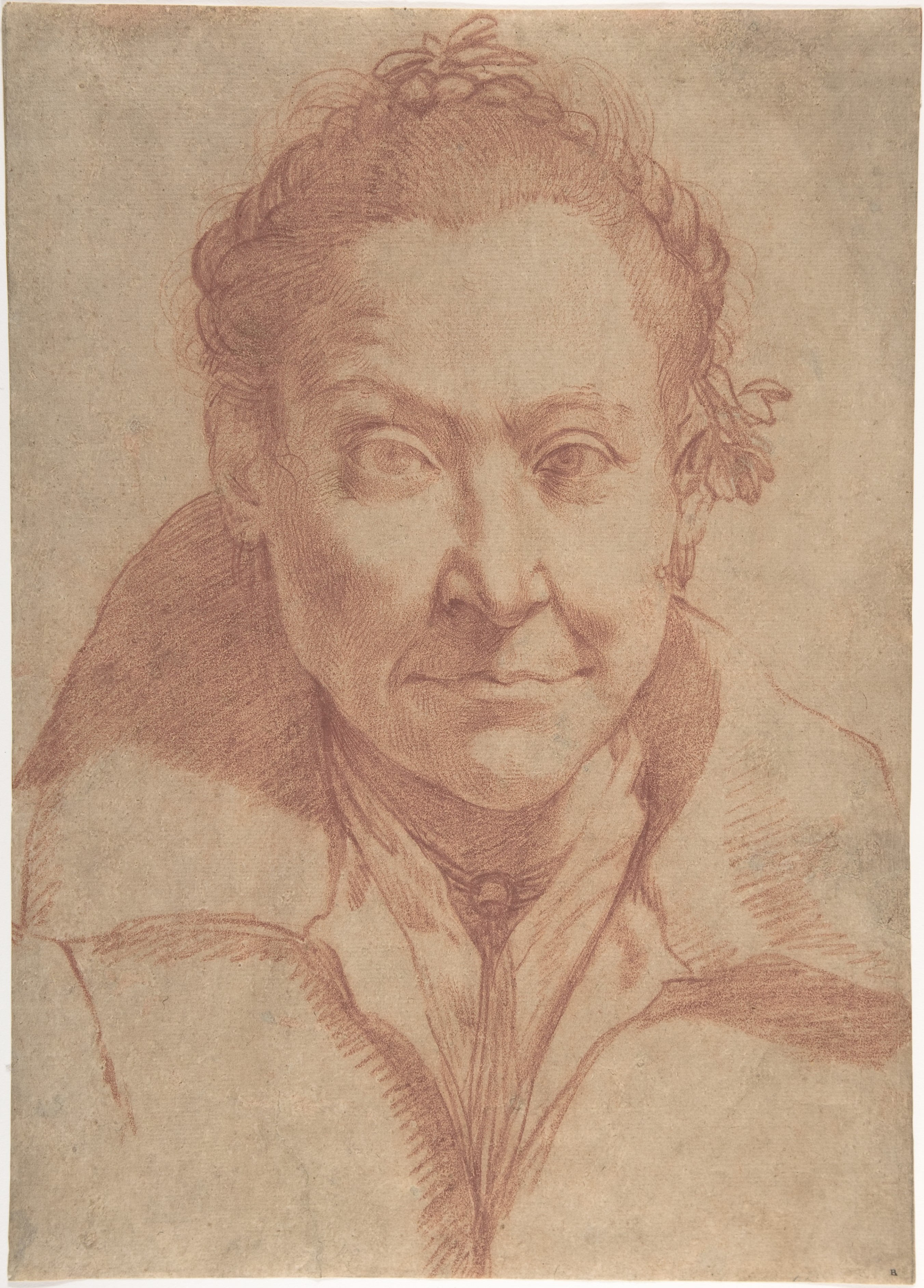
Retrato de mulher na altura do busto

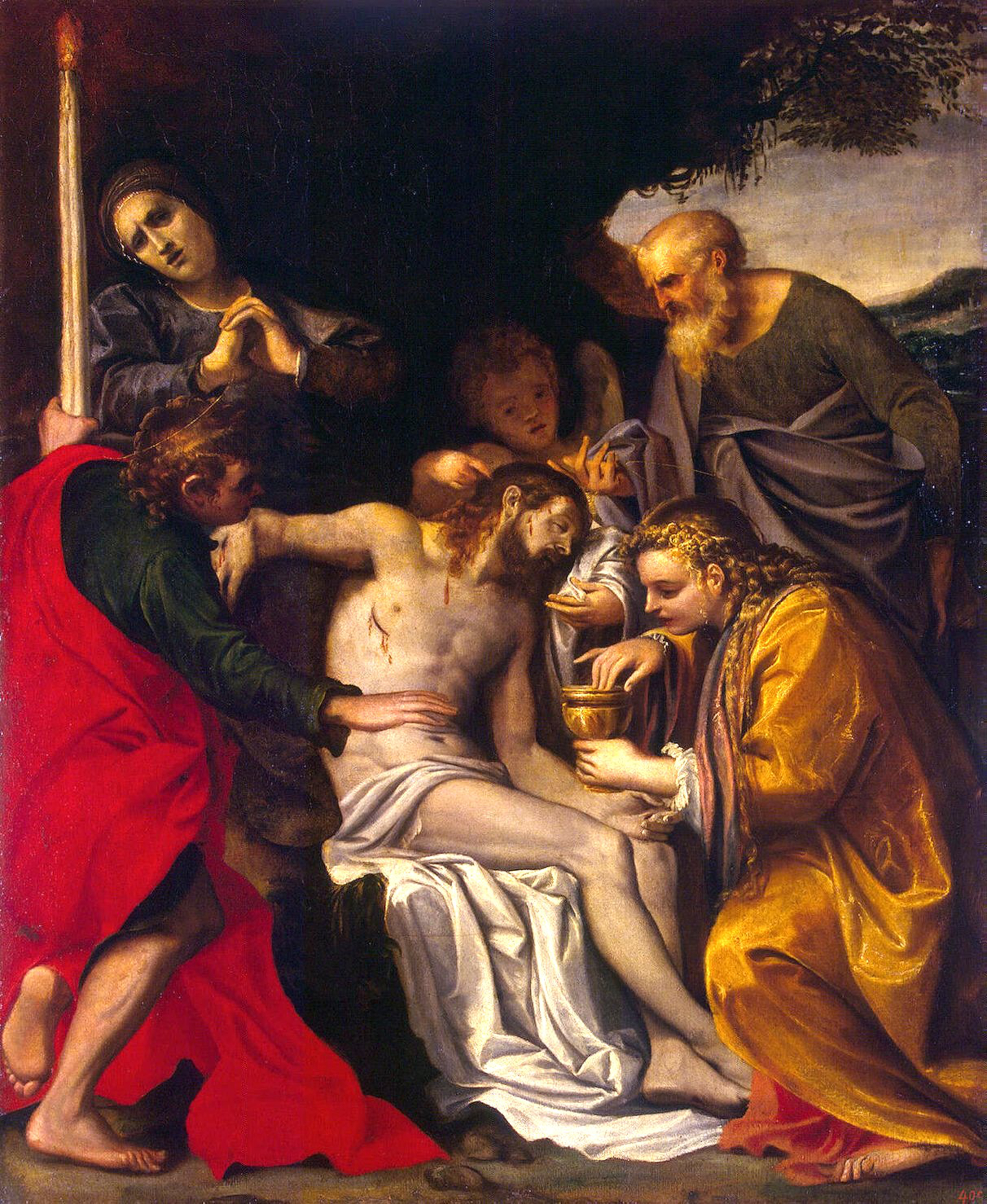
A lamentação

Agostino Carracci nasceu em Bolonha, filho de um alfaiate. Ele era o irmão mais velho de Annibale Carracci e primo de Ludovico Carracci. Ele inicialmente treinou como ourives. Mais tarde estudou pintura, primeiro com Prospero Fontana, que fora mestre de Lodovico, e depois com Bartolomeo Passarotti. Ele viajou para Parma para estudar as obras de Correggio. Acompanhado de seu irmão Annibale, ele passou um longo tempo em Veneza, onde treinou como gravador com o renomado Cornelis Cort. A partir de 1574 ele trabalhou como gravador reprodutivo, copiando obras de mestres do século XVI, como Federico Barocci, Tintoretto, Antonio Campi, Veronese e Correggio.
Ele viajou para Veneza (1582, 1587–1589) e Parma (1586–1587). Junto com Annibale e Ludovico, ele trabalhou em Bolonha nos ciclos de afrescos no Palazzo Fava (Histórias de Jasão e Medéia, 1584) e no Palazzo Magnani (Histórias de Rômulo, 1590-1592). Em 1592 ele também pintou a Comunhão de São Jerônimo, agora na Pinacoteca de Bolonha e considerada sua obra-prima. Em 1620, Giovanni Lanfranco, um aluno dos Carracci, acusou outro aluno Carracci, Domenichino, de plagiar esta pintura. De 1586 é o seu retábulo do Madonna com o Menino e os Santos, na Galeria Nacional de Parma. Em 1598 Carracci juntou-se a seu irmão Annibale em Roma, para colaborar na decoração da Galeria do Palazzo Farnese. De 1598 a 1600 é um Retrato triplo, agora em Nápoles, um exemplo de pintura de gênero. Em 1600 foi chamado a Parma pelo duque Ranuccio I Farnese para iniciar a decoração do Palazzo del Giardino, mas morreu antes de ser concluído.
O filho de Agostino, Antonio Carracci, também era pintor e tentou competir com a Academia do pai.
Uma gravura por Agostino Carraci após a pintura amor na Idade de Ouro pelo pintor flamengo do século XVI Paolo Fiammingo foi a inspiração para Le bonheur de vivre (alegria de Vida) de Matisse.

## Trabalhos
Óleo sobre tela, salvo indicação em contrário
- 1573 - Pietà (Museu de Arte Muscarelle, Williamsburg, Virgínia)
- 1586 - Madonna e o Menino com Santos (Galleria nazionale di Parma)
- c.1586 - Lamentação ou Pietà (Hermitage, São Petersburgo)
- c.1589–1595 - Reciprico Amore (gravura, Baltimore Museum of Art)
- c.1590 - Anunciação (Musée du Louvre, Paris)
- 1590–1595 - Retrato de uma mulher como Judith (coleção particular)
- c. 1592–1593 - Assunção (Igreja Ss. Salvatore, Bolonha)
- 1592–1597 - A Última Comunhão de São Jerônimo (Pinacoteca Nazionale di Bologna)
- c.1595 - Cabeça de um Fauno em um Côncavo (desenho em redondo, Galeria Nacional de Arte, Washington D.C.)
- 1598–1600 - Retrato Triplo de Arrigo, Pietro e Amon (Museu Nacional de Capodimonte, Nápoles)

### Colaborações da Fresco com Annibale e Ludovico
- Vida de Enéias (Palazzo Fava, Bolonha)
- Vidas de Jasão e Medéia (Palazzo Fava, Bolonha)
- Cenas da Fundação de Roma (Palazzo Magnani, Bolonha)
- Vida de Hércules (Palazzo Sampieri Talon, Bolonha)

### Sem data
- The Penitent Magdalen (coleção particular)
- Trabalho erótico de Carracci (gravuras)

## Galeria

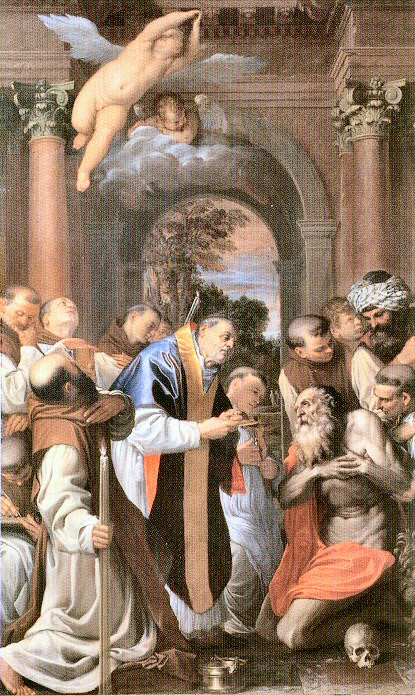
A Comunhão de São Jerônimo
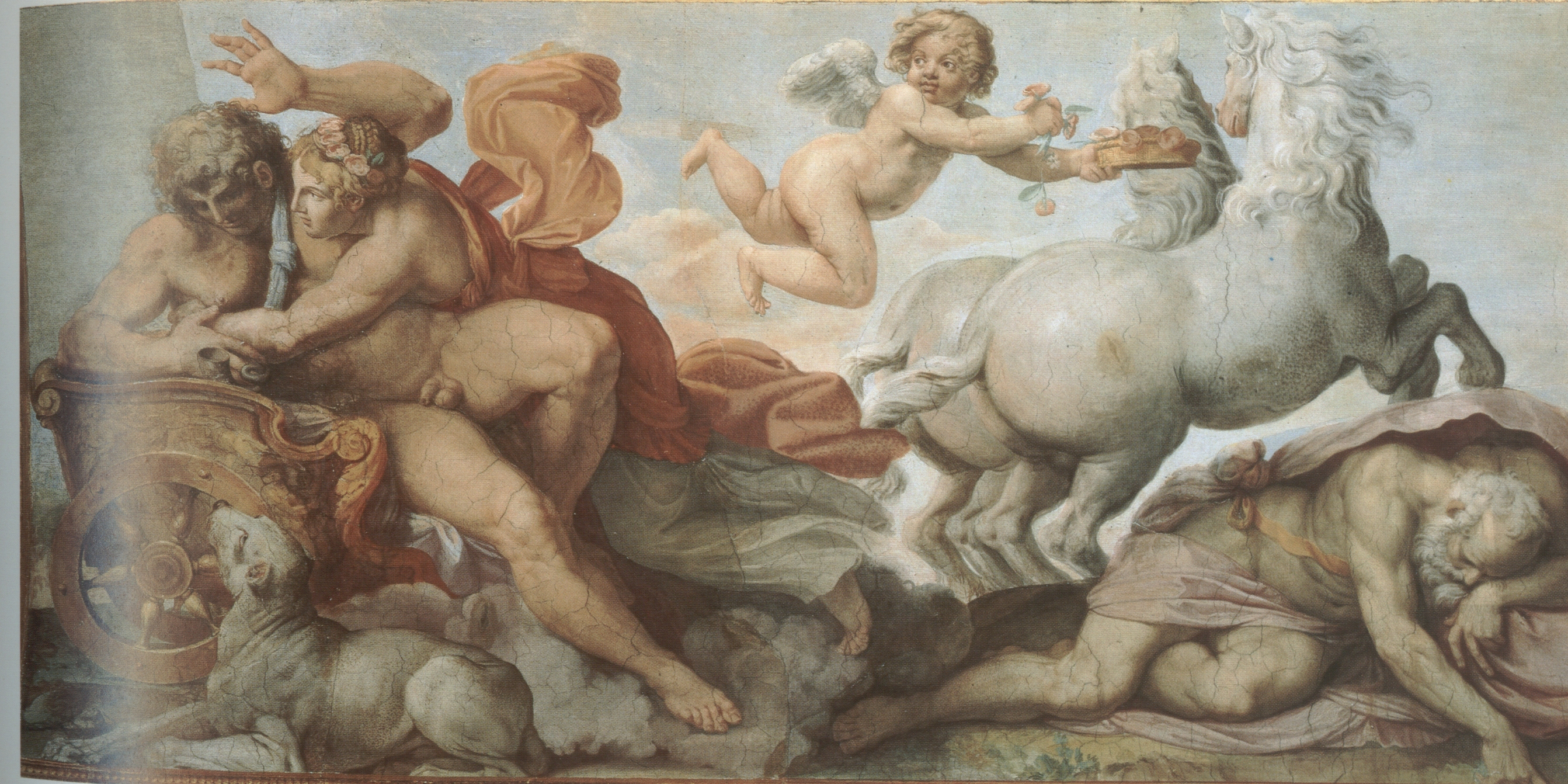
Aurora e Céfalo-, 1597, Galeria Farnese, Roma